# 아랍-이스라엘 분쟁
아랍-이스라엘 분쟁(아랍어: الصراع العربي الإسرائيلي)은 이스라엘과 주변 아랍 세계 국가 사이에 벌어진 여러 차례의 전쟁을 말한다.

## 역사
중동 지역 분쟁은 1948년 이스라엘 건국 이후, 팔레스타인 문제, 석유 자원을 둘러싼 강대국의 개입, 쿠르드족 문제, 이슬람교 내 시아파와 수니파의 갈등 등으로 인해 대단히 복잡한 양상을 띠고 있다.
그 중 중동 전쟁은 이스라엘 건국이 원인이 되어, 이스라엘 건국을 막으려던 1차 중동 전쟁 이후 모두 4차례의 큰 전쟁을 치렀으나, 번번이 이스라엘의 승리로 전쟁은 끝났고, 이스라엘은 건국 당시보다 더 확장된 영토를 갖게 되었다. 그러나 이 전쟁의 여파로 1970년대부터 세계는 이슬람계 테러 집단의 계속되는 테러를 겪게 되었으며, 전쟁이 끝났어도 평화는 정착되지 않아 아직도 중동은 불안한 정세 속에 있다. 

### 1차 중동 전쟁 (1948년)
1차 중동 전쟁은 1948년 이스라엘 건국과 이로 인한 팔레스타인 문제로 아랍 연합군과 이스라엘 간에 벌어졌다. 5월 16일에 이집트 전투기들이 이스라엘을 폭격했고 전 아랍이 전쟁 상태에 돌입했다. 이집트, 요르단, 시리아, 레바논, 이라크 등 5개국 아랍 군이 이스라엘을 공격했다. 이에 이스라엘 민간인들이 부족한 무기들로 싸웠고 20일 넘게 일어난 전투 끝에 결국 유대인들은 예루살렘과 텔아비브를 지켜내 1948년 6월 11일 스웨덴의 중재로 휴전 협상이 시작되었다. 그 사이 미국의 지원으로 현대적인 전투 군대로 변한 이스라엘군은 모셰 다얀 장군의 지휘 아래 이집트 카이로, 요르단 암만, 시리아 다마스쿠스를 폭격해 승리를 거두면서 1949년 2월에 평화 조약 조인으로 제1차 중동 전쟁은 이스라엘의 승리로 끝이 났다. 이 전쟁을 이스라엘 독립 전쟁이라고도 불린다.

### 2차 중동전쟁 (수에즈 위기, 1952년)
1952년 7월에 이집트의 가말 압델 나세르가 쿠데타를 일으켜 국왕을 쫓아내고 대통령이 되었다. 나세르는 소련과 친선 관계를 유지했고 미국과 영국이 아스완 댐 건설 지원 요청을 거절하자 나세르가 수에즈 운하 국유화를 선언하며 수에즈 운하를 점령해 전쟁이 일어났다. 영국과 프랑스가 반발해 공군을 동원해 수에즈를 폭격했고 이스라엘도 동맹을 맺고 이집트 시나이반도를 침공했다. 하지만 이 전쟁이 자칫 세계 대전으로 번질 위험이 있어서 미국과 소련이 압력을 가했고 유엔 총회가 삼국 군대가 철수하면서 끝이 났다. 아랍권에서는 "삼국 침략"이라고도 부른다.

### 3차 중동전쟁 (6일 전쟁, 1964년)
제2차 중동전쟁 후 1964년경부터 아랍 게릴라의 활동이 시작되어, 게릴라의 기지가 된 시리아에 대해 이스라엘은 1967년 4월 대규모 공격을 감행하였다. 이에 대해 붕괴에 직면한 아랍의 결속강화를 이스라엘과의 대결에서 회복하려는 대통령 나세르는 대군을 시나이반도에 투입, 유엔긴급군의 철수를 요청하고 아카바만(灣)의 봉쇄를 선언하였다. 6월 5일 이집트-이스라엘 간에 전투가 개시되었고, 전란은 시리아 ·요르단으로 확대, 전면적인 전쟁으로 확대되었다. 이스라엘은 6월 5일에 이스라엘 공군기를 전 출동해 이집트 공군기지를 맹폭격하여 170분에 걸친 폭격 끝에 이집트 전투기 300 대를 파괴했고 6월 6일에는 시리아, 요르단, 이라크 전투기 416대를 파괴해 아랍측 공군력을 괴멸시킨 이스라엘군은 압도적인 우세 속에서 4일 만에 시나이반도를 점령하였으며, 요르단강 서안(西岸)지역, 시리아 국경의 골란고원을 공략하였다. 국제 연합 안전보장 이사회는 6월 6일 즉시 정전을 결의하였고, 쌍방의 수락에 의해 6월 9일 정전이 실현되었다. 또한 안전보장이사회는 그해 11월 중동분쟁의 정치적 해결을 위한 결의 242호를 채택하였다

### 4차 중동전쟁 (욤키푸르 전쟁, 1973년)
1973년 10월 6일 이집트의 기습선제공격으로 전쟁이 시작됐다. 이 날은 이스라엘의 종교적인 축제일인 욤키푸르(사죄의 날) 이었다.많은 병사들이 이날때문에 휴가를 떠난 이때 이집트군의 병력은 75만, 무기들은 탱크 3,200대, 소련제 미사일(SA-6)까지 총동원해 이스라엘을 공격했다. 하지만 이스라엘의 병력은 이집트군의 3분의 1도 안 됐고 무기들도 이집트군의 절반도 안 됐다. 개전 48시간 만에 이스라엘은 17개 여단이 전멸되었다.시리아 역시 소련제 무기를 앞세우며 이스라엘 영내로 진격했다.이집트와 시리아의 승리가 코앞이었으나 미국이 이스라엘에 대대적 지원을 해주었다. 이 전쟁에서 소련이 35억 달러를 아랍국에, 미국이 22억 달러를 이스라엘에 쏟아부었다. 미국은 30일간 포위됐던 이스라엘에 군수물자를 운반하기 위해 무려 5,566번의 비행 수송작전을 펼쳤다. 이스라엘은 미국의 지원을 등에 업고 반격에 나섰고 비교적 허약한 시리아의 골란고원을 집중포격했다. 골란고원 전투에서 이스라엘이 시리아 군 탱크 867대, 차량 3,000대 이상을 파괴했다. 욤키푸르에서 촉발된 전쟁이기 때문에 욤키푸르 전쟁이라고도 부른다.

## 같이 보기
- 이스라엘-팔레스타인 분쟁
  - 가자-이스라엘 분쟁
- 2023년 이스라엘-하마스 전쟁